# ایستگاه ایچی‌کاوا
ایستگاه ایچی کاوا (به ژاپنی: 市川駅) ایستگاه متروی زمینی‌ایی در شهر ایشی‌کاوای ژاپن است که توسط شرکت راه‌آهن شرق ژاپن راهبری می‌شود.